# Cervasca
Cervasca é uma comuna italiana da região do Piemonte, província de Cuneo, com cerca de 4.190 habitantes. Estende-se por uma área de 18 km², tendo uma densidade populacional de 233 hab/km². Faz fronteira com Bernezzo, Caraglio, Cuneo, Roccasparvera, Vignolo.

## Demografia
| Variação demográfica do município entre 1861 e 2011                               |
|                                                                                   |
| Fonte: Istituto Nazionale di Statistica (ISTAT) - Elaboração gráfica da Wikipedia |